# Папский Североамериканский колледж
Папский Североамериканский Колледж (англ. Pontifical North American College) — высшее учебное заведение Римско-католической Церкви в Риме, для обучения семинаристов для епархий в США и обеспечения проживания для американских священников учащихся в Риме. Колледж был основан в 1859 году блаженным Папой Пием IX и ему был предоставлен статус папского учебного заведения Святым Престолом в 1884 году. Формальное включенное название колледжа Американский Колледж Римско-католической Церкви в Соединенных Штатах Америки. Надзор за колледжем осуществляют католические епископы США, а также Конгрегация Католического Образования Святого Престола.

## История
Папский Североамериканских колледж, в то время более известный из двух американских епископских национальных семинарий, на самом деле младший из двух учебных заведений. Американский колледж Непорочного Зачатия, расположенный в Лёвене (Лувене), в Бельгии, был основан в 1857 году, за два года до учреждения Папского Североамериканского колледжа.
Папский Североамериканских колледж был основан в 1859 году блаженным Папой римским Пием IX в бывшем доминиканском и визитанском монастыре, Дом Святой Марии (итал. Casa Santa Maria), расположенным в центре Рима около фонтана Треви. Колледжу был предоставлен статус папского учебного заведения Святым Престолом в 1884 году и он был зарегистрирован в США специальным законодательным актом Мэриленда в 1886 году под названием "Американский колледж Римско-Католической Церкви Соединенных Штатов Америки".
До начала Второй мировой войны, все студенты колледжа проживали в Casa Santa Maria. Во время войны, различные национальные семинарии в Риме были временно закрыты Папой Пием XII и не итальянские студенты вернулись в свои родные страны. Когда война закончилась, и семинарии были вновь открыты, Римско-католическая Церковь в Америке испытывала такое увеличение призваний к священству, что Casa Santa Maria уже не могла разместить многих семинаристов, которых епископы Соединенных Штатов Америки хотели отправить в Рим для своего священнического образования и университетских исследований. Чтобы отреагировать на эту ситуацию, католические епископы США разрешили строительство нового комплекса Семинарии на холме Яникул с видом на Ватикан. Комплекс был построен на основании Виллы Gabrielli al Gianicolo, чью земля, которую они купили в 1926 году.
Папа Пий XII посвятил недавно построенную семинарию 8 декабря 1952 года, ежегодному Торжеству Непорочного Зачатия. Casa Santa Maria затем стал резиденцией для рукоположенных американских католических священников проводит специальные исследования в Риме. В 2009 и 2010 годах, исторические резиденции восемнадцатого века в кампусе на холме Яникул были отремонтированы, чтобы обеспечить новый дом, "Casa O'Toole", для продолжения образования пр программе колледжа для священников рукоположенных десять или более лет назад, и новый монастырь построенный для монашествующих сестёр, которые составляют часть персонала колледжа.

## Структура и зачисление
Колледж в настоящее время состоит из семинарии, которая готовит кандидатов для католического духовенства, Дома Святой Марии (Casa Santa Maria) — для католических священников продолжающих обучение в аспирантуре, продолжает формацию в Институте непрерывного духовного образования (ICTE) и Епископской службы для посетителей США в Ватикане, которая обслуживает паломников, которые приезжают в Рим из Соединённых Штатов Америки. Колледж также обслуживает лиц, которые едут в Рим из Соединённых Штатов Америки в Колледж или по вопросам Святого Престола, в частности, членами Конференции католических епископов США. Он получил множество прославленных гостей, в том числе четырёх пап, президента Джона Ф. Кеннеди и преподобного Билли Грэма.
Попечительский Совет Колледжа состоит из епархиального или вспомогательного епископа каждого из пятнадцати регионов, на которые разделена Конференция католических епископов США. В настоящее время Председателем Попечительского Совета является Преосвященный Джон Джозеф Майерс, архиепископ Ньюарка, а также нынешний ректор Колледжа преподобный монсеньор Джеймс Ф. Чекио, священник епархии Камдена, Нью-Джерси.
На 2012-2013 учебный год в семинарию зачислены будет 255 человек, в Casa Santa Maria около 75 человек, и на каждой из двух сессий продолжать образование будет около 30 человек.
Зачисление в колледж доступно правильно квалифицированным католическим семинаристам и священникам, которые являются гражданами Соединённых Штатов Америки, назначенные для такого образования епархиальным епископом Соединённых Штатах Америки, а также одобренные для зачисления ректором. Зачисление студентов, обучающихся в других епархиях или не являющимися американскими гражданами происходит в соответствии с решением Попечительского Совета. Студенты всех факультетов могут, по утверждению своим епископом и Попечительским Советом, присутствовать в любом Папском университете или в другом учебном заведении утверждённым Святым Престолом. Человек, чьё пастырское и духовное образование обеспечивается профессорско-преподавательским составом колледжа.

## Ректоры
- дом Бернард Смит, O.S.B. (1859—1860), про-ректор;
- священник Уильям Джордж Макклоски (1860—1868);
- священник Фрэнсис Сайлас Чатард (1868—1878);
- монсеньор Луис Хастелат (1878—1884);
- священник Августин Дж. Шёлт (1884—1885), про-ректор;
- священник Дэнис Джозеф О’Коннелл[англ.] (1885—1895);
- священник Уильям Генри О’Коннелл (1895—1901);
- архиепископ Томас Фрэнсис Кеннеди (1901—1917);
- монсеньор Чарльз О’Хёрн (1917—1925);
- монсеньор Юджин С. Бёрк (1925—1935);
- епископ Ральф Лео Хейс[англ.] (1935—1944);
- священник Джеральд Дж. Кили (1945—1946), про-ректор;
- архиепископ Мартин Джон О’Коннор (1946—1964);
- епископ Фрэнсис Фредерик Ре (1964—1968);
- епископ Джеймс Алоизиус Хики (1969—1974);
- монсеньор Гарольд П. Дарси (1974—1979);
- монсеньор Чарльз М. Мёрфи (1979—1984);
- монсеньор Лоренс М. Пёрселл (1984—1990);
- монсеньор Эдвин Фредерик О’Брайен (1990—1994);
- монсеньор Тимоти Майкл Долан (1994—2001);
- монсеньор Кевин П. Маккой (2001—2005);
- монсеньор Джеймс Ф. Чекио (2005—2016);
- священник Питер С. Харман (2016—2022);
- монсеньор Томас У. Пауэрс (2022 — по настоящее время).